# 戈大區
6°8′N 5°56′W / 6.133°N 5.933°W

戈大區（Gôh），是科特迪瓦的31個大區之一，位於該國南部，由戈吉布阿區負責管轄，首府設於加尼奧阿，始建於2011年，面積7,327平方公里，2014年人口876,117，人口密度每平方公里120人。